# Département du Mont-Tonnerre

Département du Mont-Tonnerre (1812)

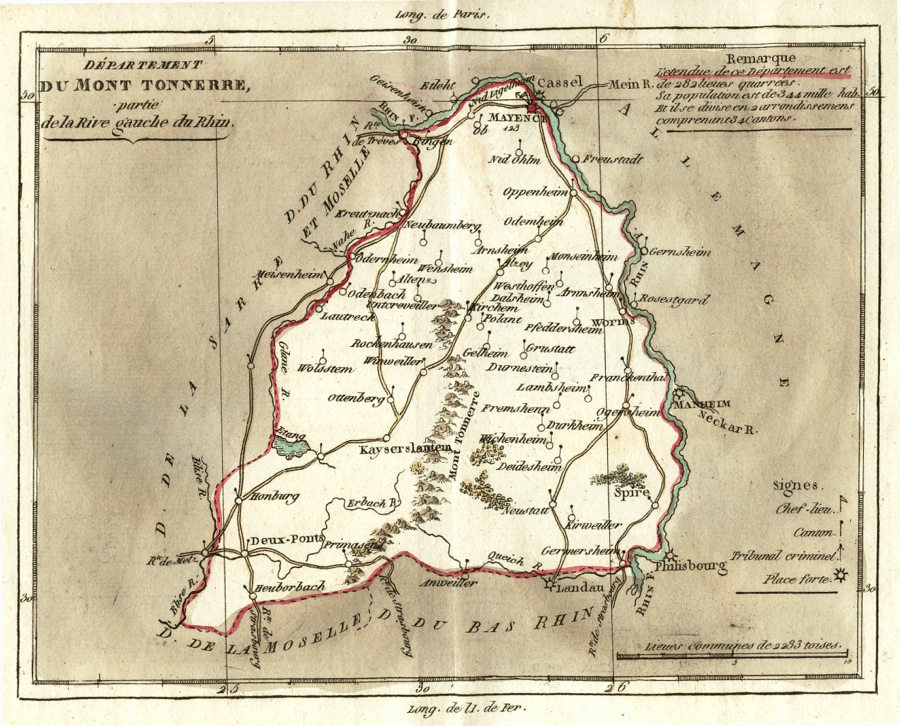
Zeitgenössische Karte des Département du Mont-Tonnerre (1802)

Das Département du Mont-Tonnerre (französisch; deutsch Département Donnersberg, auch Donnersberg-Département) war eine Verwaltungseinheit im Gebiet der heutigen deutschen Bundesländer Rheinland-Pfalz und Saarland, die im Verlauf der französischen Revolutionskriege nach dem Vorbild der französischen Départements gebildet wurde. 
Im Wesentlichen umfasste das Département du Mont-Tonnerre die heutigen Regionen Pfalz und Rheinhessen. Vor allem Teile der Südpfalz gehörten allerdings zum Département Bas-Rhin mit Sitz in Straßburg. Das Departement bestand von 1797 bis 1814, die Präfektur war in Mainz. Benannt war das Département nach dem Donnersberg (französisch Mont-Tonnerre), seiner höchsten Erhebung, im Nordpfälzer Bergland.

## Entstehung

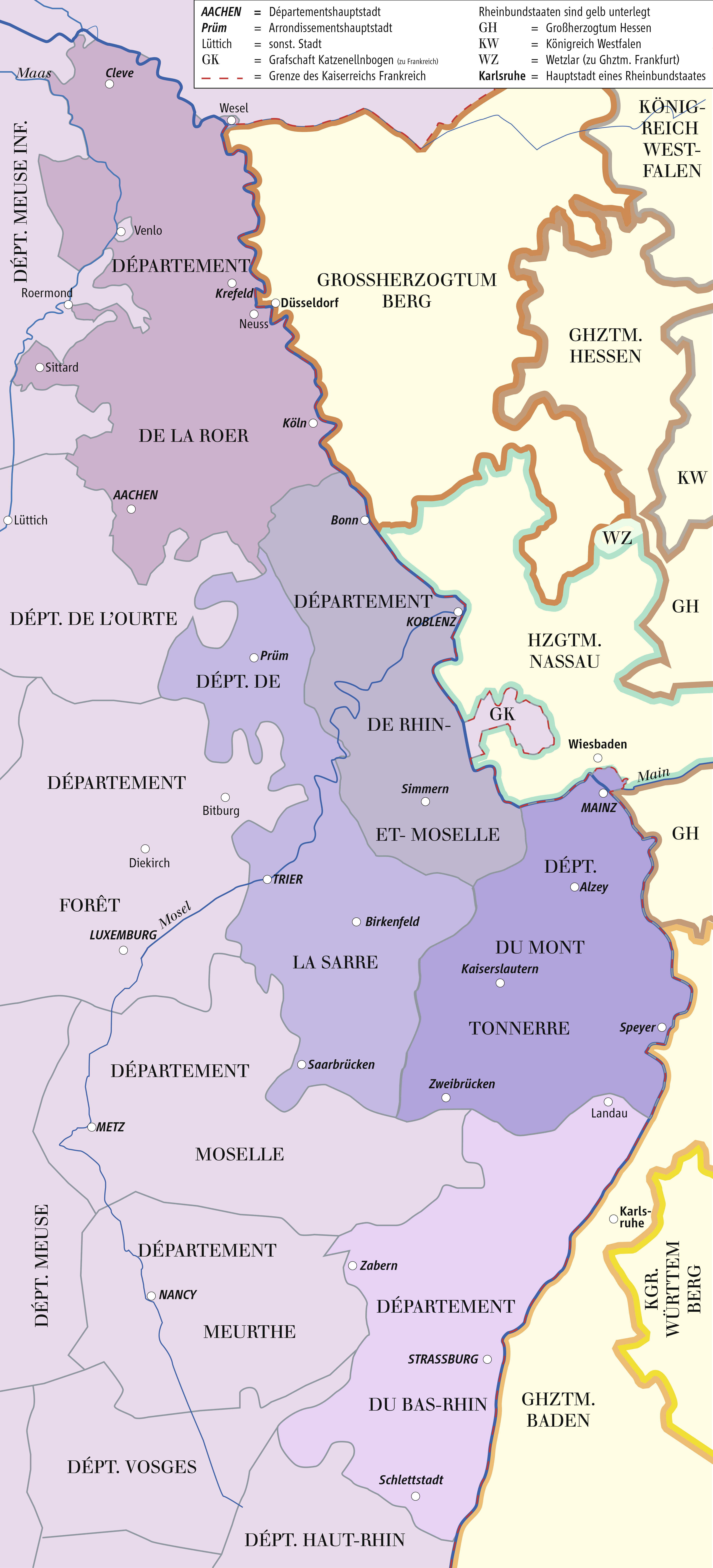
Die linksrheinischen Departements 1812

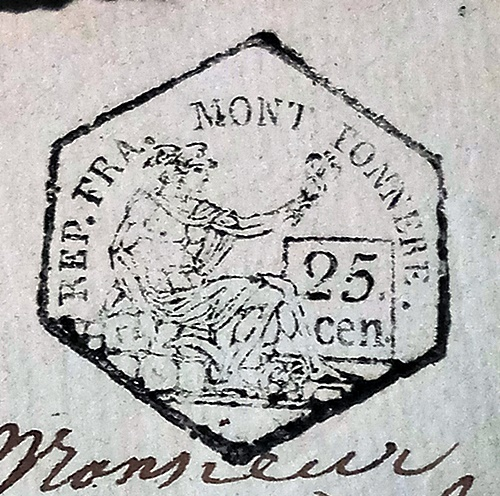
Gebührenstempel Departement du Mont Tonnere, 1805 (Museum Grünstadt)

Im Ersten Koalitionskrieg (1792–1797) eroberten Truppen der Französischen Republik die linksrheinischen Gebiete des Heiligen Römischen Reichs. Dort wurde im Wege des „Revolutionsexports“ 1797 die Cisrhenanische Republik (République cisrhénane) als „Tochterrepublik“ (oder Satellitenstaat) Frankreichs ausgerufen. Die Republik wurde im November 1797 nach dem Vorbild der revolutionären Verwaltungsgliederung Frankreichs in vier Départements eingeteilt, das südöstlichste davon war das Département Donnersberg. Im Februar 1801 wurde die Cisrhenanische Republik förmlich von Frankreich annektiert.
Das annektierte Gebiet stand zunächst unter Sonderverwaltung; erst mit der Übernahme der Verfassung von 1802 wurde es den innerfranzösischen Départements gleichgestellt. Jeanbon Baron de St. André, der seit 1801 Generalkommissar der vier linksrheinischen Départements war, wurde von Napoleon im Februar 1802 zum ersten französischen Präfekten des Départements du Mont-Tonnerre (mit Sitz in Mainz) ernannt. Nach dessen Tod am 10. Dezember 1813 wurde August Moßdorff interimistischer Präfekt bis zur Übergabe des Départements an die Alliierten. Die Verwaltung des Départements hatte bis 1814 ihren Sitz im Erthaler Hof in Mainz.

## Struktur

### Territoriale Struktur
Das Département du Mont-Tonnerre gliederte sich in folgende Arrondissements (Unterpräfekturen), denen Kantone zugeordnet waren:
- Mainz (Mayence)

Kantone: Alzey, Bechtheim, Bingen, Kirchheim-Bolanden, Mainz, Niederolm, Oberingelheim, Oppenheim, Wöllstein und Wörrstadt
- Kaiserslautern (Kayserslautern)

Kantone: Göllheim, Kaiserslautern, Lauterecken, Obermoschel, Otterberg, Rockenhausen, Winnweiler und Wolfstein
- Speyer (Spire)

Kantone: Dürkheim, Edenkoben, Frankenthal, Germersheim, Grünstadt, Mutterstadt, Neustadt, Pfeddersheim, Speyer und Worms
- Zweibrücken (Deux Ponts)

Kantone: Annweiler, Homburg, Neuhornbach, Landstuhl, Medelsheim, Pirmasens, Waldfischbach, Kontwig und Zweibrücken

### Organisatorische Struktur
An der Spitze des Département du Mont-Tonnerre stand der Präfekt. Seit November 1800 bestand auch ein Conseil général (Generalrat), der vor allem haushaltsrechtliche Funktionen hatte. Darüber hinaus konnte er auf Bedürfnisse des Departements hinweisen und Vorschläge unterbreiten. Er bestand aus 20 Mitgliedern, die der Kaiser aus den 600 Höchstbesteuerten des Departements ernannte. Der Generalrat trat einmal im Jahr für höchstens 15 Tage zusammen. Mehrfach war der Rat beschlussunfähig, weil zu wenige Mitglieder erschienen: Zu oft ignorierte die Verwaltung einfach die Wünsche des Gremiums. Die bayerische Verwaltung, die den pfälzischen Teil des Departements 1816 übernahm, führte die Institution des Generalrates fort.
 Gleiches geschah im Großherzogtum Hessen, das in seiner neuen Provinz Rheinhessen die Institution als „Provinzialrat“ weiter beibehielt.

## Entwicklung

### Code Civil und Code Pénal
Wie im französischen Kernland wurden in den linksrheinischen ehemals deutschen Gebieten die Privilegien des Adels und alle Feudalabgaben abgeschafft; der Kirchenbesitz wurde als Nationaleigentum beschlagnahmt und an reiche Bürger und Bauern verkauft. Sehr bedeutsam war die Einführung des Code civil und Code pénal impérial während des ersten Kaiserreichs. Er garantierte jedem Bürger Rechtsgleichheit und öffentliche Gerichtsverfahren. Die Bevölkerung, die bis dahin in kleinen und kleinsten Territorien gelebt hatte, wurde Teil eines großen Wirtschaftsraums ohne Zoll- und Zunftschranken. Des Weiteren unterlag die männliche Bevölkerung der eroberten Gebiete der Wehrpflicht in der französischen Armee. Sie mussten somit an den napoleonischen Kriegen teilnehmen, so auch am Russlandfeldzug, wobei viele der Soldaten ums Leben kamen.

### Wiener Kongress
Nach dem Zusammenbruch der französischen Herrschaft am Rhein um die Jahreswende 1813/14 wurde die Leitung der vorläufigen Verwaltung der rückeroberten Gebiete dem Reichsfreiherrn Karl vom und zum Stein (1757–1831) übertragen. Die Verbündeten schufen für eine Übergangszeit in den von ihnen besetzten Gebieten mit Generalgouvernements neue Verwaltungseinheiten, zunächst ohne die bestehenden Verwaltungseinrichtungen zu ändern. Aus den Départements Donnersberg, Saar und Rhein-Mosel wurde das Generalgouvernement Mittelrhein gebildet, dem im März 1814 noch das Département Forêts (Wälderdépartement) angegliedert wurde. Aber bereits im Juni des gleichen Jahres wurde die gemeinsame Verwaltung beendet; die Gouvernements wurden den einzelnen Mächten zugeteilt. Das Gebiet südlich der Mosel kam unter gemeinsame bayerisch-österreichische Verwaltung mit Sitz in Kreuznach; das Gebiet nördlich davon fiel an Preußen. 
Erst nach der endgültigen Niederlage Napoleons wurde auf dem Wiener Kongress (1814/15) eine Entscheidung über den künftigen Verbleib der linksrheinischen Gebiete gefällt. Der größere Teil des ehemaligen Départements Donnersberg fiel als Rheinkreis (1837 in Pfalz umbenannt; auch Rheinpfalz) an das Königreich Bayern. Das Gebiet um Mainz kam als Provinz Rheinhessen an das Großherzogtum Hessen.

## Bedeutung
Die Plünderungen während der Revolutionskriege und die Aushebungen in der napoleonischen Zeit brachten der Bevölkerung Leid, aber es gab auch positive Erfahrungen: Das französische Erbe in Verwaltung und Justiz, das auch in der bayerischen Zeit der Pfalz beibehalten wurde, ermöglichte dort einen erheblich größeren Spielraum für freiheitliche Bestrebungen. Das Hambacher Fest von 1832 und die Revolution von 1848/49 wären ohne dieses Erbe kaum denkbar gewesen.